# Balassa Géza
Balassa Géza (szlovákul Gejza Balaša; Felsőbaka, 1914. március 10. – Pozsony, 1994. február 20.) régész, történetíró.

## Élete
Apja Balassa Gusztáv Adolf kántortanító, édesanyja Okos Terézia. Körmöcbányán érettségizett. 1935-ben Pozsonyban előbb történelem–földrajz szakos tanári, majd 1949-ben gimnáziumi tanári képesítést szerzett. 1935–1948 között Zólyombereznán, Nagyszalatnán és Zólyomban volt tanár, majd 1948–1952 között a radványi Mezőgazdasági Levéltár vezetője lett. 1952–1962 között a besztercebányai Kerületi Múzeum régészeti osztályának vezetője volt, ahol több fontos vaskori ásatást vezetett Zólyomban, Pereszlényen, Ipolyságon, Gyűgyön, Karvalyon, Nagyszalatnán, Besztercebányán, Méhin, Derezsnyén, Várgedén. 1962–1977 között a Közép-szlovákiai Műemlékvédelmi Hivatal osztályvezetője. Ekkor Körmöcbányán és Besztercebányán végzett középkori ásatásokat. 1977-től Pozsonyban élt.
Az ő nevéhez fűződik a városi múzeum létrehozása 1942-ben Zólyomban. A Borsiban álló Rákóczi-mellszobrot megmentette, és évtizedeken át rejtegette. Ő vezette a zólyomi vár restaurálási munkálatait, és nevéhez fűződik az alsósztregovai Madách-múzeum létrehozása.

## Kitüntetései és emléke
- 1965 a Közép-szlovákiai Kerületi Nemzeti Bizottság iskolaügyi és kulturális ügyosztálya emlékplakettel tüntette ki
- 1985 Kerületi Műemlék- és Természetvédelmi Hivatal kitüntetése
- 1989 a Gömöri Múzeum alapításának emlékplakettje
- 1989 a besztercebányai Közép-szlovákiai Múzeum emlékplakettje
- 1992 Zólyom város kitüntetése
- Alsósztregova emléktábla

## Művei
- 1943 Mi? My?
- 1956 Príspevok k dejinám Zvolena. Zvolen
- 1960 Praveké osídlenie stredného Slovenska. Martin
- 1964 Zvolen v období lužickej kultúry. Banská Bystrica
- 1964 Krupina vo svetle minulosti. Zvolen
- 1965 Praveké osídlenie Gemera. Zvolen
- Gömör az őskorban; ford. Rigó Józsefné, Szkladányi Endre; Gömöri Honismereti Társulat, Rimaszombat, 1971 (Gömöri honismereti szemle)
- 1972 Súpis hnuteľných pamiatok stredslovenského kraja
- 1980 Novum castrum Lipto

Kéziratban maradt a magyarok őstörténetéről írt szlovák nyelvű tanulmánya.

## Külső hivatkozások
- A (cseh)szlovákiai magyarok lexikona 1918-tól, Személyiségek
- Emléktábla Balassa Géza tiszteletére
- Apám száz éve – emlékezés Balassa Gézára Archiválva 2014. május 5-i dátummal a Wayback Machine-ben